# タケウチユカ
タケウチユカ（生年月日不詳）は、日本の女性歌手。
OVA『メガゾーン23 PART I』（1985年）のエンディングテーマ「淋しくて眠れない」を歌唱したことで知られる。ただし「タケウチユカ」は変名であり、実際に歌唱したのは歌手の石渡マキであることが後年明らかとなった。

## 概要
タケウチユカ名義の楽曲は、『メガゾーン23』のエンディングテーマ「淋しくて眠れない」（作詞：境ジョージ、作曲・編曲：鷺巣詩郎）のみである。当時、日本コロムビアに所属していた石渡マキがビクター音楽産業制作の作品に参加する際、レコード会社間の調整上の問題から別名義を使用したものである。発売当初は正体が伏せられ、「謎の新人シンガー」として注目を集めた。
2016年、音楽ディレクターの三浦義和が自身のブログで、タケウチユカと石渡マキが同一人物であることを公式に認めた。また、この事実は2021年刊行の書籍『アニメディスクガイド80’s』にも記載されている。

## その他の活動
石渡マキ名義では、特撮テレビ番組『超電子バイオマン』（1984年）の挿入歌「セクシャル・レディ」などを歌唱している。

## 人物に関する噂
一時期、B.B.クィーンズの坪倉唯子と同一人物であるという噂があったが、前述の三浦の証言によりこの説は否定されている。